# آشوب (فیلم ۲۰۰۰)
«آشوب» (انگلیسی: Chaos (2000 film)) یک فیلم به کارگردانی هیدئو ناکاتا است که در سال ۲۰۰۱ منتشر شد. از بازیگران آن می‌توان به میکی ناکاتانی، ماساتو هاگی وارا، و جون کونیمورا اشاره کرد.